# Władysław Jania
Władysław Jania (ur. 8 sierpnia 1913 we wsi Słomka (Mszana Dolna), zm. 22 marca 2008 w Warszawie) − artysta rzeźbiarz, uczeń Xawerego Dunikowskiego, adiunkt Akademii Sztuk Pięknych w Warszawie, autor między innymi pomników Jana Kochanowskiego w Zwoleniu i Sycynie oraz Janusza Korczaka w Warszawie.

## Życiorys

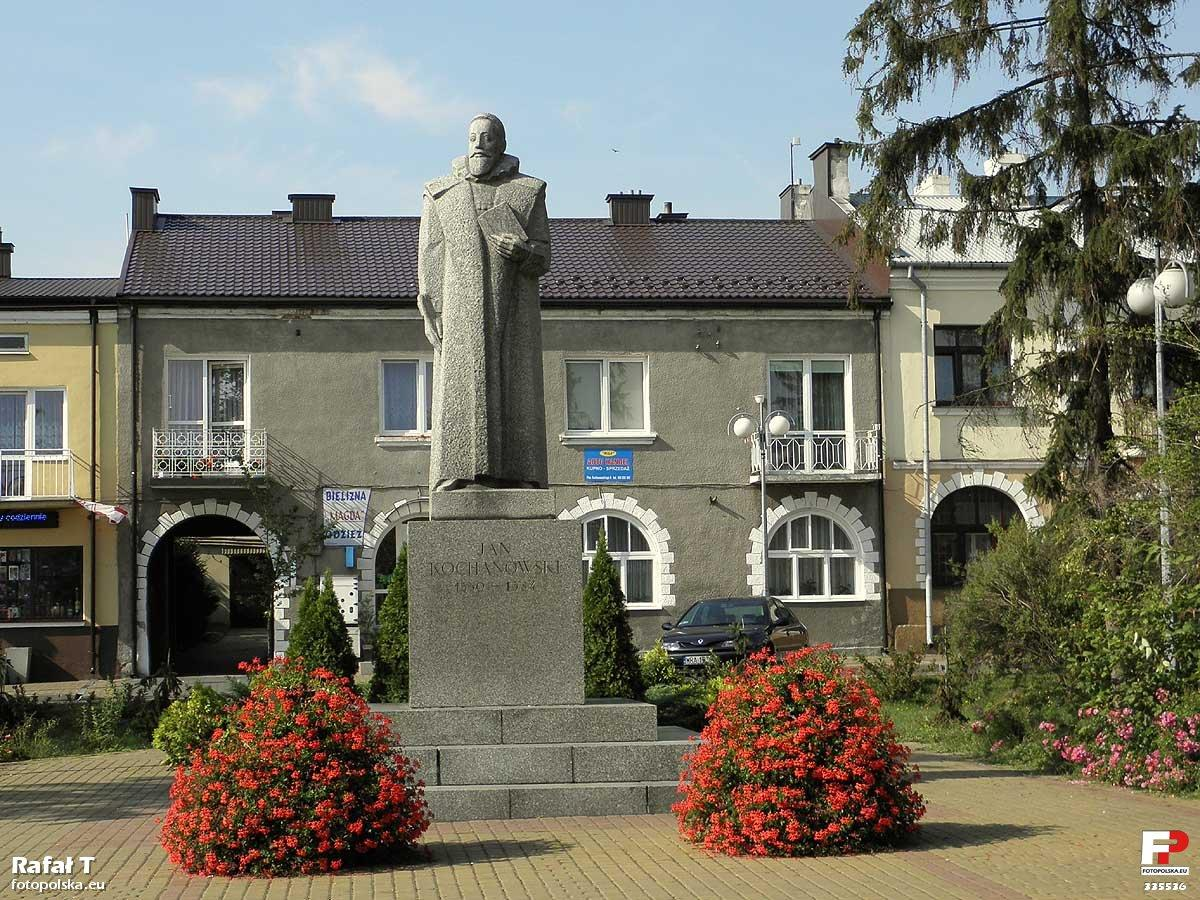
Pomnik Jana Kochanowskiego w Zwoleniu

Władysław Jania urodził się w dawnej wsi Słomka (współcześnie część miasta Mszana Dolna). Jego rodzicami byli Szymon i Anna. Po ukończeniu w 1928 roku szkoły powszechnej w Mszanie Dolnej, przez kolejne dwa lata pracował w miejscowej fabryce. W latach 1930−1934 uczył się na Wydziale Rzeźby w Państwowej Szkole Przemysłu Drzewnego w Zakopanem . Powołany do służby wojskowej w 1 Batalionie Mostów Kolejowych w Krakowie, zakończył ją w stopniu kaprala. W 1936[wymaga weryfikacji?] roku rozpoczął studia na Wydziale Rzeźby w Miejskiej Szkole Sztuk Zdobniczych i Malarstwa w Warszawie . Zmobilizowany w sierpniu 1939 roku, wziął udział w walkach podczas kampanii wrześniowej. Dostał się do niewoli niemieckiej, do Mszany Dolnej powrócił pod koniec roku.
Od 1940 roku pracował w miejscowym Urzędzie Gminy, nawiązał kontakt z miejscową placówką Związku Walki Zbrojnej „Mnich”, kierowaną przez porucznika Władysława Szczypka „Lecha”. W konspiracji używał pseudonimu „Czarny”. Z racji pracy w urzędzie pełnił służbę wywiadowczą, przekazując ruchowi oporu pozyskane informacje oraz ułatwiał zdobycie fałszywych dokumentów. Swoje umiejętności plastyczne wykorzystywał także do wykonywania plakatów i ulotek. Zdemobilizowany w styczniu 1945 roku, wyjechał wkrótce do Bożkowa na Dolnym Śląsku, gdzie pracował jako urzędnik Stanu Cywilnego i zastępca burmistrza.
W 1947 roku rozpoczął studia na Wydziale Rzeźby Akademii Sztuk Pięknych w Krakowie. Był uczniem Xawerego Dunikowskiego, brał udział w pracach nad wykonaniem Pomnika Czynu Powstańczego na Górze Świętej Anny. Studia ukończył w 1950 roku , wyjechał na stałe do Warszawy. W tym samym czasie ożenił się z Hanną Smoleńską.
Był członkiem Artists Rights Society.
Do przejścia na emeryturę w 1970 roku był adiunktem na Akademii Sztuk Pięknych. 
Zmarł 22 marca 2008 roku w Warszawie  i został pochowany na cmentarzu Wawrzyszewskim. Miał troje dzieci.

## Prace
Wykonywał rzeźby sakralne (ok. 30) i popiersia osób prywatnych, wchodził w skład zespołu wykonującego wystrój prosektury Akademii Medycznej w Warszawie. Kierował pracami konstrukcyjnymi bądź rekonstrukcyjnymi przy pomnikach: Warszawskiej Nike, Fryderyka Chopina w Łazienkach, Powstańców Śląskich w Katowicach oraz Mauzoleum Żołnierzy Radzieckich w Warszawie, współpracował przy wykonaniu lub rekonstrukcji między innymi pomników Jazdy Polskiej, Mikołaja Kopernika i Braterstwa Broni w Warszawie, Wyzwolenia w Radomiu, Stanisława Moniuszki w Raciborzu, Adama Moniuszki w Gliwicach, Ludwika Zamenhofa w Białymstoku, Wdzięczności w Ostrowcu Świętokrzyskim.

### Mszana Dolna

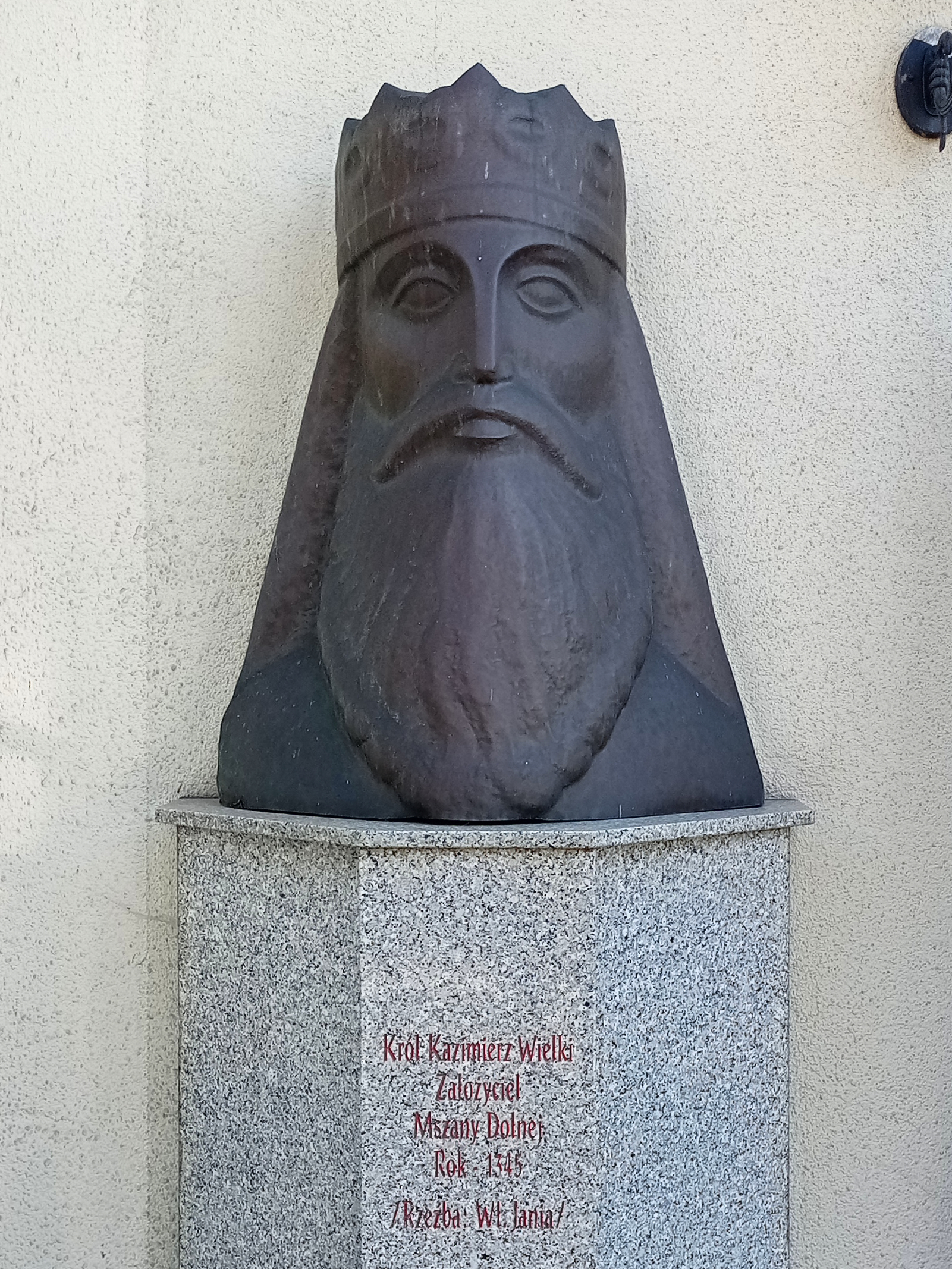
Popiersie króla Kazimierza Wielkiego w Mszanie Dolnej

Jedną z pierwszych prac Władysława Jani był pomnik ofiar okupacji hitlerowskiej i stalinowskiej (1948) w Mszanie Dolnej .
Pomnik Kazimierza Wielkiego (przed 1996; przy wejściu do magistratu).

### Warszawa
Pomnik Janusza Korczaka.

### Inne miasta
Trzy pomniki Jana Kochanowskiego: na rynku (1961) i przed gimnazjum imienia poety (1981) w Zwoleniu, oraz w Sycynie (1980) . W Muzeum Regionalnym w Zwoleniu znajduje się rzeźba jego autorstwa - głowa Jana Kochanowskiego (1980).
Płaskorzeźba Władysława Orkana (fronton I Liceum Ogólnokształcącego), oraz rzeźba w drewnie (1968) w Limanowej.
Popiersie Józefa Piłsudskiego w Bobrownikach.